# Athens (Alabama)
Athens város az USA Alabama államában, Limestone megye székhelye. Lakosainak száma 25 406 fő (2020).

## Népesség
A település népességének változása:
| Lakosok száma | 9330 | 14 360 | 14 558 | 16 901 | 18 967 | 21 897 | 24 000 | 25 406 |
|               | 1960 | 1970   | 1980   | 1990   | 2000   | 2010   | 2013   | 2020   |